# Ögmundarhraun
Ögmundarhraun är ett lavafält på halvön Reykjanes i regionen Suðurnes. Det uppstod år 1151 vid Krýsuvíkbränderna och har sitt ursprung i den norra delen av raden av kratrar öster om Núpshlíðarháls. Söder om lavan finns två holmar som sticker ut. Den ena heter Óbrynnishólmur och den andra heter Húshólmur. På andra sidan av Reykjanes rann lavan från Kapelluhraun ut i havet nära Straumsvík.